# ستين أيلر راسموسين
ستين أيلر راسموسين (بالدنماركية: Steen Eiler Rasmussen)‏ كان معماريا دنماركيا ومخططا للمدن وبروفيسورا في الأكاديمية الدنماركية الملكية للفنون الجميلة. كتب راسموسين الكثير من الكتب كما كان شاعرا. كان المعماري الشهير يورن أوتسون، مصمم دار أوبرا سيدني أحد طلاب راسموسين.

## كتاباته

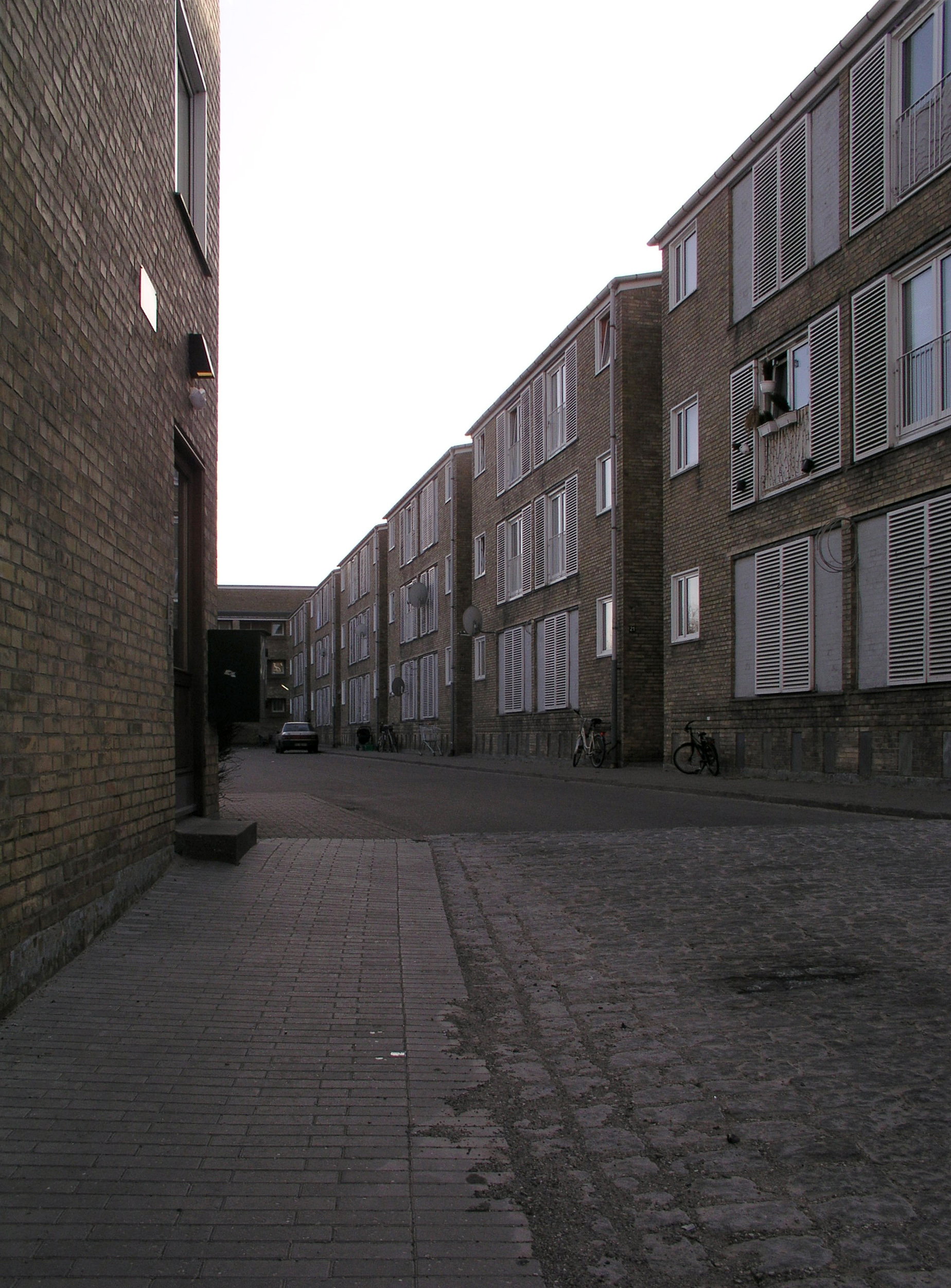
مشروع تينغبيرع السكني، إحدى أعمال راسموسين.

- الإحساس بالعمارة (1959) (من أهم كتبه والذي ترجمه المهندس عماد الكيالي إلى اللغة العربية).